# Véronique Olmi
Véronique Olmi (Nice, 3 augustus 1962) is een Franse schrijver van romans en toneelstukken. Ze werkte als actrice en als toneelregisseur. In 2017 ontving zij de Prix du roman FNAC voor haar roman Bakhita.

## Biografie
Véronique Olmi is opgegroeid in een katholiek gezin met vijf broers en zussen. Het behoorde tot de Franse middenklasse. De Franse politicus en oud-minister van Landbouw Philippe Olmi (1891 - 1980) was haar grootvader. 
Olmi studeerde drama bij Jean-Laurent Cochet. Van 1990 tot 1993 werkte zij als assistent-regisseur voor Gabriel Garran en Jean-Louis Bourdon. Ze werkte vervolgens als actrice en als regisseur.
Tussen 1996 en 2016 ze schreef acht toneelstukken en meer dan tien romans en novelles. Ook verzorgde zij enkele filmscenario’s.
Voor haar eerste roman Bord de Mer ontving ze in 2002 de Prix Alain-Fournier en in 2012 de Prix des Maisons de la Presse voor Cet été-là. Haar werk is in meer dan twintig talen vertaald en haar toneelstukken worden zowel in Frankrijk als in het buitenland uitgevoerd.
Naast haar auteurschap is Olmi actief in de Franse culturele sector. Zij creëerde en leidde de leescommissie van het Théâtre du Rond-Point in Parijs. Op verzoek van Laure Adler produceerde en organiseerde ze een programma voor de radiozender France Culture: C’est entendu ! In 2009 maakte zij deel uit van de jury van de Grand prix de littérature dramatique. In 2011 en 2012 droeg ze als columniste bij aan verschillende uitzendingen van het televisiemagazine Avant-premiers.
Olmi is een van de initiatiefnemers van Le festival Paris des Femmes in 2012, opgericht om een plek te creëren voor vrouwelijke dramaschrijvers. Het festival werd ieder jaar georganiseerd in het Théâtre des Mathurins in Parijs en vindt vanaf 2019 plaats in het Théâtre de la Pépinière, het theater waar de leermeester van Olmi, Jean-Laurent Cochon, zijn lessen gaf.
In 2015 heeft Olmi een bijdrage geleverd aan de verzamelbundel Nous sommes Charlie: 60 écrivains unis pour la liberté d’expression.
Olmi woont met haar twee dochters in Parijs.

## Bakhita
Bakhita. Van slavernij naar vrijheid is een historische roman over het leven van Josephine Bakhita (ca. 1869 – 8 februari 1947).
Samenvatting: Een jong meisje wordt op ongeveer zevenjarige leeftijd ontvoerd door islamitische slavenhandelaren uit haar dorp in Darfur (Soedan). Ze wordt meegevoerd en ondergaat alle verschrikkingen van een leven in slavernij: angst, vernedering, uitbuiting, mishandeling, misbruik. Als ze dertien of veertien jaar oud is wordt ze verkocht aan een Italiaanse consul en komt ze terecht in Italië. Ze komt in aanraking met het katholieke geloof. Ze wordt gedoopt en besluit om non te worden en toe te treden tot de vrouwelijke congregatie Congregatio Filiarum Caritatis Canossarum (Congregatie van de Dochters van Liefde Canossae) in Venetië. Vervolgens wijdde ze haar leven aan arme kinderen tot aan haar dood in 1947. In 2000 werd ze heilig verklaard door paus Johannes Paulus II.
Véronique Olmi ontdekt de levensgeschiedenis van Bakhita bij toeval. In een kerk in Langeais, (Frankrijk) komt ze haar portret tegen met enkele korte biografische gegevens. Ze is zo onder de indruk van deze bijzondere vrouw dat zij besluit om een roman over haar leven te schrijven. Olmi tekent in deze roman het portret van een Afrikaanse vrouw die twee wereldoorlogen en de opkomst van het fascisme in Italië meemaakt en haar leven wijdt aan het opkomen voor en verzorgen van arme en verwaarloosde kinderen.

## Werken in Nederlandse vertaling
- 2001 Bord de Mer. Nederlandse vertaling: Geen gewone dag. De Geus, 2002. ISBN 9789044501643
- 2002 Numéro six. Nederlandse vertaling: Nummer zes. Vertaald door Renée Menting. Byblos boeken, 2004. ISBN 9058471306
- 2005 La pluie ne change rien au désir. Nederlandse vertaling: De regen verandert niets aan de begeerte. Vertaald door Truus Boot. De Bezige Bij, Amsterdam, 2006. ISBN 9789023420651
- 2007 Sa passion. Nederlandse vertaling: Haar passie. Vertaald door Truus Boot. De Bezige Bij, Amsterdam, 2007. ISBN 9789023426950
- 2017 Bakhita.  Nederlandse vertaling: Bakhita. Van slavernij naar vrijheid. Vertaald door Marianne Kaas. De Geus, Amsterdam, 2019. ISBN 9789044541014